# Santa Cruz (Ocidental Mindoro)
Santa Cruz é um município de  primeira classe de renda municipal (d) na província Ocidental Mindoro, nas Filipinas. De acordo com o censo de 1 de maio  de  2020 possui uma população de 42 417 pessoas e 10 592 domicílios.